# Avventura in Oriente
Avventura in Oriente (Harum Scarum) è un film del 1965, diretto da Gene Nelson ed interpretato da Elvis Presley. La pellicola è ritenuta da molti uno dei peggiori film di Presley a causa dello scarso budget di realizzazione impiegato e dell'inverosimiglianza del soggetto. La storia è vagamente ispirata a un film di Rodolfo Valentino degli anni venti.

## Trama
Johnny Tyrone è un famoso attore esperto di karate, che si ritrova in Medio Oriente per girare un film. Lì viene rapito da una banda di sovversivi che vogliono obbligarlo a fargli assassinare il loro re. Johnny riuscirà invece a sventare l'attentato e a smascherare l'infido traditore a palazzo.

## Produzione
Il film, prodotto dalla Four-Leaf Productions, venne girato all'Iverson Ranch - 1 Iverson Lane, Chatsworth, a Los Angeles e nei Metro-Goldwyn-Mayer Studios, al 10202 di W. Washington Blvd., a Culver City.

### Colonna sonora
I brani del film: Harem Holiday; My Desert Serenade; Go East Young Man; Mirage; Kismet; Shake That Tambourine; Hey Little Girl; Golden Coins; So Close Yet So Far (From Paradise); Animal Instinct; Wisdom Of The Ages.
Vennero tutti pubblicati all'epoca sull'LP Harum Scarum (LPM/LSP 3468).
Nel 1993 vennero ripubblicati sul CD Harum Scarum And Girl Happy (serie Double Feature) senza bonus tracks.
Nel 2003 l'album venne ristampato su CD con grafica originale con l'aggiunta di 14 versioni alternative.

## Distribuzione
Venne distribuito dalla Metro-Goldwyn-Mayer (MGM), presentato in prima a Los Angeles il 24 novembre 1965. Uscì sul mercato americano il 15 dicembre di quell'anno, distribuito anche in Giappone (25 dicembre) e Regno Unito (26 dicembre). Nel 1966, uscì nel resto del mondo: in Colombia, Venezuela (4 gennaio), Irlanda (21 gennaio), Svezia (14 febbraio), Danimarca (21 marzo), Finlandia (27 maggio), Germania Ovest (8 luglio), Italia (21 agosto), Portogallo (14 settembre), Austria (dicembre).